# Lup Protospatarij
Lup Protospatarij je bil aktiven kronist v Apuliji v 11. stoletju, * ok. 1030, † 1102. 

## Biografija

### Chronicon rerum in regno Neapolitano gestarum
Lup velja za avtorja Chronicon rerum in regno Neapolitano gestarum (Kronika dogodkov v Neapeljskem kraljestvu), ki zajema dogodke v južni Italiji od leta 855 do 1102. Opisi najstarejših dogodkov so zagotovo vzeti iz Annales Barenses (Letopisi Barija), več podrobnosti iz obdobja od 1082 do 1102 pa je sočasnih s piscem. Lup je veliko pozornosti posvetil  astronomskim dogodkom, na primer kometu leta 1098, potresu leta 1087, zgodovinskim dogodkom, ki so privedli do normanskega osvajanja juga Italije, in dogodkom verskega pomena, na primer tretji sinodi v Melfiju leta 1089 in sinodi v Bariju leta 1099.

### Identiteta
Lupovo ime ni omenjeno v nobenem od ohranjenih starodavnih kodeksov, ampak se prvič pojavi šele v Caracciolovi izdaji iz leta 1626. Zgodovinarji se zato sprašujejo, ali je kronist Lup Protospatarij sploh obstajal. Zaradi njegove pozornosti do nekaterih  mest dogajanj se domneva, bi lahko bil iz Matere, Barija ali Salerna. 
"Cesarski protospatarij" Lup je dokumentiran v listini  iz leta 1063 iz Venose in dveh drugih dokumentih, izdanih v Ascoli Satriani leta 1067 in 1080, na katerih je podpisan z Lupus imperialis prothospata et "tepoterete" (Lup, cesarski protospatarij in vojaški poveljnik bizantinskega okrožja). 

#### Napis na stebru Brindisiju
Protospatarij z imenom Lup je  izpričan v nepopolnem napisu na podstavku končnega stebra Apijeve ceste v Brindisiju: 
ILLUSTRIS PIVS ACTIB(US) ATQ(UE) REFVLGENS/P(RO)TOSPATHA LVPVS VRBEM HANC STRVXIT AB IMO/QVAM IMPERATORES MAGNIFICIQ(UE) BENIGNI...
Lup Protospatarij, slaven, pobožen in sijajen zaradi svojih dobrotnih dejanj, je to mesto obnovil iz temeljev, ki so ga veličastni in dobrotljivi cesarji...
Tradicionalno so lokalni zgodovinarji, kljub pomanjkanju dokumentacije,  obnovo Brindisija, opustošenega v zgodnjem srednjem veku, vedno datirali v 9. stoletje. S tem bi bil Lup iz napisa težko enak tistemu v kroniki in dokumentih iz Ascoli Satriana iz 11. stoletja. Da bi lahko Lupa kot kronista poistovetili z bizantinskimi protospatarijem iz Brindisija, bi bilo potrebno to (domnevno) rekonstrukcijo mesta umestiti v 11. stoletje, natančneje v zadnja leta bizantinske nadvlade, preden so mesto skupaj s celotno  Apulijo leta 1070 osvojili Normani. Obstajajo tudi druge hipoteze, ki jih ni mogoče izključiti,  vendar paradoksalno niso bile nikoli upoštevane.